# Fjerbregne-familien
Fjerbregne-familien (Woodsiaceae) er en stor familie med følgende fællestræk: Planterne er landlevende stauder. De har store blade, som danner åbne rosetter. De enkelte blade har furet bladstilk med to flade ledningsstrenge ved basis. Bladpladen er blød og fjerformet med det bredeste sted midt på.
Iflg. ITIS Arkiveret 26. august 2007 hos  Wayback Machine henregnes alle slægter i denne familie til Mangeløv-familien.
| Slægter og arter |

- Fjerbregne-slægten (Athyrium)
- Strudsvinge-slægten (Matteuccia)
- Bægerbregne-slægten (Cystopteris)
- Egebregne-slægten (Gymnocarpium)

## Rødlistede arter
- Diplazium chimboanum
- Diplazium divisissimum
- Diplazium leptogrammoides
- Diplazium mildei
- Diplazium navarretei
- Diplazium oellgaardii
- Diplazium palaviense
- Diplazium rivale
- Woodsia indusiosa[1]

## Note
1. ↑  IUCNs rødliste over planter